# یوسوکه ایدگوچی
یوسوکه ایدگوچی (انگلیسی: Yosuke Ideguchi؛ زادهٔ ۲۳ اوت ۱۹۹۶) بازیکن فوتبال اهل ژاپن است.که در باشگاه فوتبال ویسل کوبه ژاپن  بازی می‌کند.
از باشگاه‌هایی که در آن بازی کرده‌است می‌توان به باشگاه فوتبال گامبا اوساکا اشاره کرد.
وی همچنین در تیم‌های ملی فوتبال زیر ۱۹ سال ژاپن، زیر ۲۳ سال ژاپن و ژاپن بازی کرده‌است.